# Tatjana Wood
Tatjana Wood (de soltera Tatjana Weintraub, nacida en Darmstadt, Alemania) es una artista y colorista de cómics estadounidense.

## Vida y carrera
El padre de Tatjana era judío y su madre, cristiana. Durante la Segunda Guerra Mundial, ella y su hermano, Karl Joachim Weintraub, fueron enviados a un internado internacional cuáquero en los Países Bajos. Obtener la ciudadanía holandesa no fue fácil, así que, después de la Segunda Guerra Mundial, los cuáqueros organizaron su viaje a Nueva York en 1947. Karl estudió en la Universidad de Chicago, mientras que Tatjana permaneció en Nueva York, asistiendo a la Escuela de Moda Traphagen. En 1949, conoció a Wally Wood y se casaron el 28 de agosto de 1950. La pareja se divorció en 1966.
Durante las décadas de 1950 y 1960, a veces realizó contribuciones no acreditadas a las ilustraciones de Wood. Una de las historias en las que trabajó fue "Carl Akeley" en Two-Fisted Tales #41 de EC Comics (febrero-marzo de 1955). Realizó varios dibujos de animales para esa historia.
Posteriormente, a partir de 1969, realizó una extensa labor para DC Comics como colorista de cómics. Fue la colorista principal de las portadas de DC desde 1973 hasta mediados de la década de 1980. Wood también coloreó los interiores de cómics, incluyendo la aclamada etapa de Grant Morrison en Animal Man, los números 000de Alan Moore de Swamp Thing y Camelot 3000. Ganó el Premio Shazam a la Mejor Colorista en 1971 y 1974. Tatjana no ha tenido créditos significativos en la industria del cómic desde 2003.
También es una hábil modista y tejedora, que ha confeccionado vestuario teatral y tapices pictóricos.
El hermano de Tatjana, Karl, falleció el 25 de marzo de 2004.